# ایستگاه راه‌آهن ساری
ساختمان ایستگاه راه‌آهن ساری بنایی مربوط به دوره پهلوی اول است که در ضلع جنوبی میدان راه‌آهن ساری واقع شده است. این اثر در تاریخ ۱۴ تیر ۱۳۹۶ با شمارهٔ ثبت ۳۱۷۶۷ به‌عنوان یکی از آثار ملی ایران به ثبت رسیده‌است.

## پیشینه
ساختمان ایستگاه راه‌آهن ساری در دوره پهلوی اول و در اراضی جنوبی ساری ساخته شده‌ است. پس از اتمام ساخت پل‌گردن در ساری نخستین قطار در مهرماه سال ۱۳۰۸ به دستور رضاشاه پهلوی از ساری عازم بندر ترکمن شد.
ایستگاه راه‌آهن ساری در ضلع جنوبی میدان راه‌آهن قرار دارد واقع شده‌است و اداره کل راه‌آهن شمال نیز در نزدیکی این ایستگاه در بلوار قائم مقام فراهانی قرار دارد.

## معماری
یکپارچگی معماری ساختمان ایستگاه‌های راه‌آهن ایران در دوره پهلوی اول اقتباس شده از زبان مشترک معماری این دوره و طبق ویژگی‌های ناشی از سبک رایج همانند استفاده از الگوهای معماری نئو کلاسیک اروپا (معماری آلمان) و معماری دوره باستان ایران و تلفیق آن با ویژگی‌های معماری بومی هر منطقه، در سراسر ایران قابل مشاهده است.

## خط راه‌آهن
- راه‌آهن سراسری ایران